# Thiago De Freitas
Thiago Schmidel De Freitas (sinh ngày 13 tháng 4 năm 1987) là một cầu thủ bóng đá người Brasil thi đấu cho đội bóng Bồ Đào Nha C.D. Cova da Piedade.